# Daniel Henry Haigh
Pour les articles homonymes, voir Haigh.
Daniel Henry Haigh (7 août 1819 — 10 mai 1879) est un historien britannique de l'époque victorienne spécialiste de l'histoire et de la littérature anglo-saxonne, ainsi qu'un spécialiste de l'étude des runes et qu'un numismate.

## Biographie
Haigh est né le 7 août 1819 à Brinscall Hall dans le village de Brinscall dans le Lancashire, mais sa famille vient de Huddersfield et il grandit dans le Yorkshire, et il se considère comme un natif du Yorkshire. Son père meurt lorsqu'il est encore enfant et sa mère lorsqu'il a seize ans, le laissant comme le plus âgé de trois frères orphelins, qui se partagent un important héritage. Haigh se lance d'abord dans les affaires à Leeds, mais se tourne rapidement vers l'Église, et se forme pour devenir prêtre anglican à l'église St Sauveur de Leeds. Cependant, il perd la foi en l'Église d'Angleterre, et le jour de l'an 1847, il rejoint l'Église Catholique Romaine. Le 8 avril 1848 il est ordonné prêtre au séminaire de St Mary's College, à Oscott. Il utilise sa fortune personnelle pour faire bâtir une église à Erdington, près de Birmingham. L'église est conçue par Charles Hansom, et lui coute 15 000 £. La première pierre fut posée lors de la fête de St Augustin (26 mai 1848), et l'église est consacrée par l'évêque William Bernard Ullathorne le 11 juin 1850. Il vit à Erdington, en tant que prêtre, où il partage sa maison avec une douzaine d'orphelins. Il prend sa retraite en 1876, en mauvaise santé et de bronchite, et part vivre à St Mary's College, à Oscott, où il meurt le 10 mai 1879 après une courte maladie.

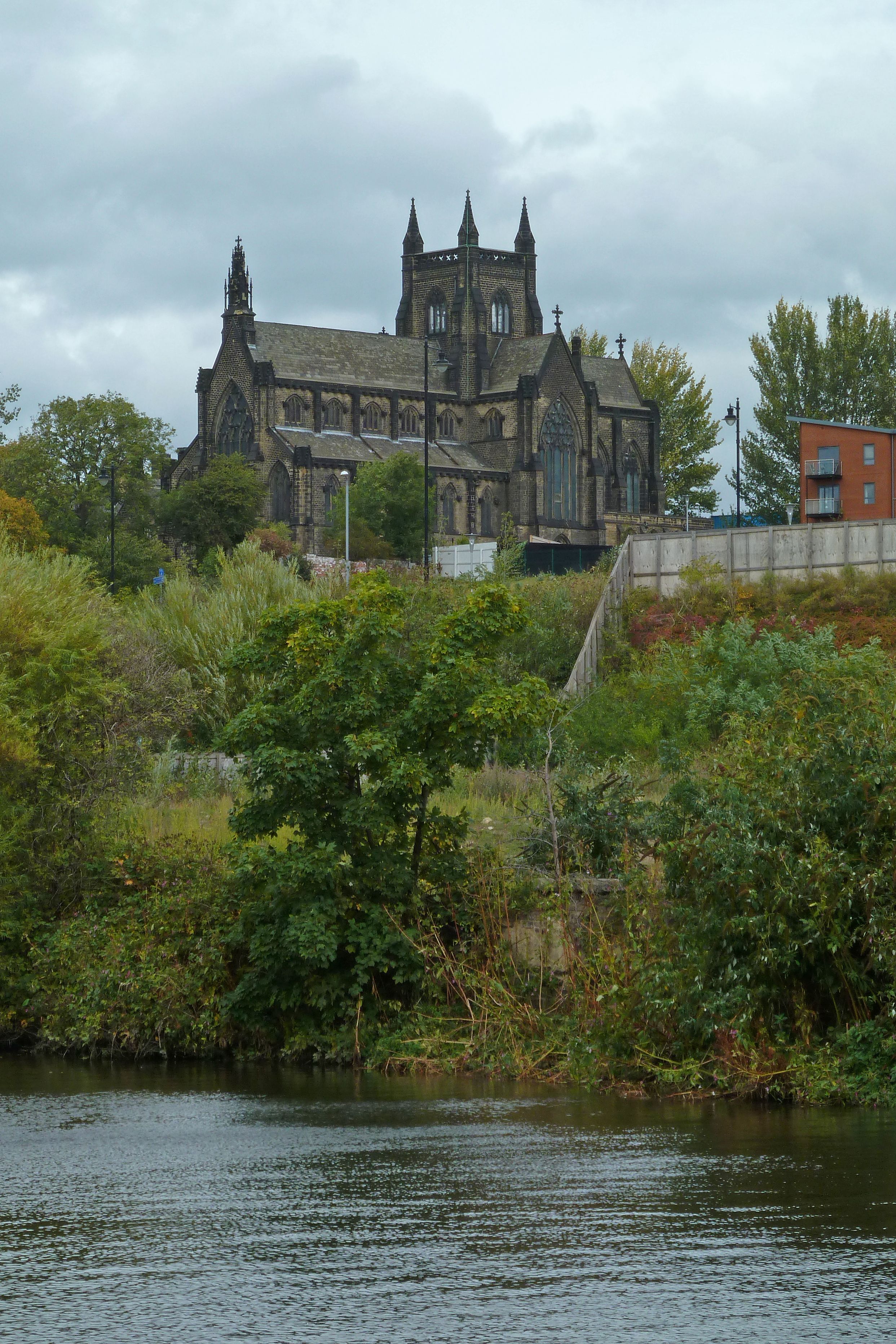
St Sauveur, à Leeds

## Publications académiques
Bien que Haigh n'avait pas de formation académique, il se dévoud à l'étude de l'histoire et de la littérature des Anglo-Saxons, et écrit deux travaux reconnus, The Anglo-Saxon Sagas et The Conquest of Britain by the Saxons, tous les deux publiés en 1861. Il écrit aussi plusieurs monographies sur les monnaies anglo-saxonnes, et plusieurs études des inscriptions runiques des Anglo-Saxons. Cependant, ses transcriptions et interprétations des runes sont critiquées par Raymond Page. Il étudia aussi les hiéroglyphes égyptiens et les inscriptions cunéiformes assyriennes , contribuant à l'écritures de plusieurs articles dans Zeitschrift für Ägyptische Sprache und Alterthumskunde.

## Œuvres
- 1845. An essay on the Numismatic history of the ancient kingdom of the East Angles. Leeds.
- 1857. "The Saxon Cross at Bewcastle"; in Archaeologia Aeliana New Series vol.I.
- 1858. Notes on the History of S. Begu & S. Hild; and on some relics of antiquity discovered in the sites of the religious establishments founded by them. Hartlepool.
- 1861. The Anglo-Saxon Sagas; an examination of their value as aids to history; a sequel to the "History of the Conquest of Britain by the Saxons" London: John Russel Smith. Reprint, Read Books, 2008.  (ISBN 978-1-4097-8131-8), Google books.
- 1861. The Conquest of Britain by the Saxons : a harmony of the "Historia Britonum", the writings of Gildas, the "Brut", and the Saxon chronicle with reference to the events of the fifth and sixth centuries. Reprint, Kessinger Publishing, 2008.  (ISBN 978-1-4365-9112-6)
- 1870. "Coins of Alfred the Great"; in Numismatic Chronicle vol.10 pp. 19–39.
- 1870. "The Runic Monuments of Northumbria"; in Proceedings of the Yorkshire Geological Society vol.5 pp. 178–217.
- 1872. "Notes in Illustration of the Runic Monuments of Kent"; in Archæologia Cantiana vol.8 pp. 164–270.
- 1873. "Yorkshire Runic Monuments"; in Yorkshire Archaeological Journal vol.2 pp. 252–288.